# Кінь для Денні
«Кінь для Денні» (англ. A Horse for Danny) — американський телефільм 1995 року. Фільм можна дивитися дітям будь-якого віку.

## Сюжет
Денні — 11-річна дівчинка, що живе поблизу іподрому разом зі своїм дядьком Едді, тренером коней. Хоча Денні і зовсім молода, але її вже можна вважати знавцем скачок. Вона прекрасно знає весь механізм шахрайства під час змагань і розуміє в який момент шахрай починає впливати на хід перегонів і як визначити це. А коли дядько Денні ділиться з нею своєю мрією прославитися, вигравши перегони зі своїм скакуном, у дівчинки вже є відповідна кандидатура для цього — кінь на прізвисько Хлопчик-мізинчик. Терпляче накопичуючи гроші за рахунок акуратних ставок на тоталізаторі, дівчинка купує дядьку Едді цього коня і стає чемпіоном. Але тим самим вони порушують плани темних особистостей і ті починають їм загрожувати...

## У ролях
- Роберт Уріх — Едді Фортуна
- Лілі Собескі — Денні (Даніель) Фортуна
- Рон Брайс — Джеральд
- Гері Басараба — Соллі
- Ерік Йенсен — Муні
- Ед Брюс — Харланд Макфі
- Карен Карлсон — місіс Слосон
- Брайан Майкл — Кент
- Ед Грейді — містер Бейнс